# Ancienne auberge de la Croix Blanche
L'ancienne auberge de la Croix Blanche est un bâtiment à décor caractéristique de la fin du gothique situé au 70-72 de la Grande-Rue de la commune vaudoise de Morges, en Suisse.

## Histoire
L’histoire de cette parcelle remonte à 1350. S’élevaient alors à cet emplacement trois maisons privées abritant peut-être déjà le Logis de la Croix, attesté en 1375. Ces parcelles, réunies au début du XVe siècle, sont alors exploitées sous l’enseigne de la Croix Blanche par la famille noble de la Cuisine, dont plusieurs membres sont syndics de Morges. Contrairement à ce qu’affirme la légende, Charles le Téméraire, s’il a bien passé à Morges au soir de sa défaite de Morat en 1476, n’est pas attesté comme ayant séjourné dans cet établissement public.
La commune acquiert en 1508 cet immeuble, qui loge les réunions des autorités communales jusqu’à l’achèvement de l’hôtel de ville vers 1520. La façade sur rue est reconstruite vers 1550 avec ses exceptionnelles fenêtres à croisées de pierre et larmiers gothiques. Une décoration peinte de l’ancienne salle à boire date de cette même époque. L’édifice passe en 1601 à Pierre Warnery qui s’engage à maintenir l’auberge, mais l’enseigne est déposée en 1633 puis déplacée dans une autre propriété Warnery (Grand-Rue 96) en 1640. En 1663, les héritiers partagent l’immeuble en deux parties distinctes (n° 70 et 72), subdivision encore valable aujourd’hui. En 1774 le médecin et apothicaire Jacques Mazelet établit au n° 72 une officine dont le dépôt, sous une voûte des galeries de la cour, et dit en 1801 « très favorable à la conservation des drogues ».
Le n° 72 a été rehaussé d'un étage en 1899, brisant ainsi l'unité de la façade. Surélévation supprimée en 1982 au profit d’une modernisation par les architectes Guy et Marc Colomb, et Patrick Vogel. Le rez-de-chaussée de l’ancienne auberge accueille depuis le XIXe siècle une boulangerie et une confiserie. L’édifice, classé monument historique, est inscrit comme bien culturel suisse d'importance nationale,.